# Nikolaus II. (Lothringen)

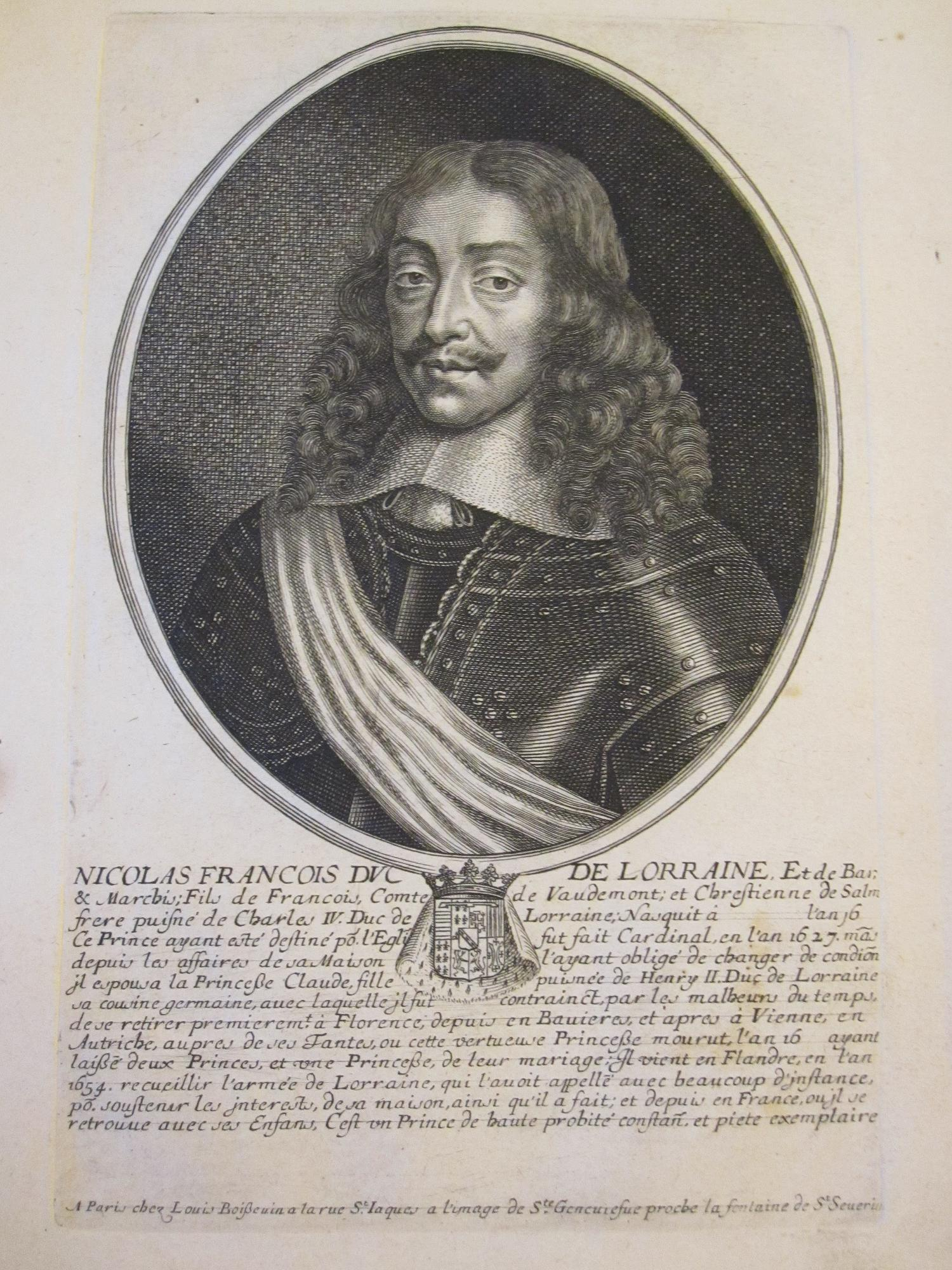
Nikolaus Franz, Herzog von Lothringen

Wappen als Kardinal

Nikolaus Franz von Vaudémont (* 6. Dezember 1609; † 25. Januar 1670 in Nancy) war Bischof von Toul und Kardinal, sowie für kurze Zeit Herzog von Lothringen und Bar. Er war der jüngere Sohn von Herzog Franz II. und Christine von Salm.

## Biografie

### Geistliche Laufbahn I
Als jüngerer Sohn für den Kirchendienst vorgesehen, wurde er 1624 (13-jährig) Bischof von Toul und zwei Jahre später bereits Kardinal.

### Herzog von Lothringen
Sein Bruder, Herzog Karl IV., hatte sich nach seinem Regierungsantritt mit dem Kaiser verbündet sowie die Gegner Richelieus unterstützt. Frankreich reagierte im September 1633 mit der Besetzung Lothringens. Karl hielt es daraufhin für einen gangbaren Weg, als Herzog von Lothringen zurückzutreten (19. Januar 1634), damit sein den Franzosen unbelasteter erscheinender Bruder den Thron besteigen konnte.
Nikolaus Franz erhielt von Karl die Erlaubnis, seine Cousine Claudia von Lothringen (die Schwester seiner Schwägerin) heiraten zu dürfen. So sollte das Land auf jeden Fall in der Familie bleiben und die Gefahr der Begründung französischer Ansprüche auf Lothringen durch die Verheiratung Claudias mit einem königlichen Prinzen gebannt werden. Als Bischof erteilte er sich selbst Dispens zur Heirat, informierte den Papst über die Gründe für seinen Rücktritt von den kirchlichen Ämtern und heiratete am 17. Februar 1634 – gegen den Willen des französischen Königs.
Dies und die ablehnende Haltung des lothringischen Volks gegen die Besatzung brachte die Franzosen dazu, die herzogliche Familie in ihrem Schloss unter Hausarrest zu stellen. Nikolaus Franz und Claudia gelang am 1. April 1634 jedoch die Flucht. Sie flohen in die Franche-Comté, nach Italien, kamen im August 1636 nach München und ließen sich schließlich bei seinen Tanten in Wien nieder. Im Exil trat sein Bruder Karl ab 1634 in gegenseitigem Einvernehmen wieder als Herzog von Lothringen auf und erreichte 1641 sogar zeitweilig die Anerkennung durch Frankreich.

### Geistliche Laufbahn II
Nikolaus Franz trat nach dem Tod seiner Gemahlin 1648 wieder in den geistlichen Stand ein.
1654, nach der Verhaftung seines Bruders Karl in Brüssel durch die Spanier, stellte Nikolaus Franz sich an die Spitze einer lothringischen Armee. Nach der Weigerung Spaniens, an Karls Freilassung mitzuwirken, traten er und sein Sohn Karl Leopold im Französisch-Spanischen Krieg in französische Dienste. Nikolaus Franz erreichte durch seine militärischen Leistungen (Dünenschlacht 14. Juni 1658 bei Dünkirchen), dass sein Bruder freigelassen und im Pyrenäenfrieden als Herzog von Lothringen und im Vertrag von Vincennes auch als Herzog über Bar wieder eingesetzt wurde.

## Nachkommen
Er heiratete am 17. Februar 1634 in Lunéville seine Cousine Claudia von Lothringen (* 1612; † 1648), Tochter von Herzog Heinrich II. und Margarete von Mantua. Ihre Kinder waren:
- Ferdinand Philipp (* 1639; † 1659)
- Karl V. (* 1643; † 1690), Titularherzog von Lothringen
- Anne Eleonore (* 1645; † 1646), bestattet in der Herzogsgruft im Wiener Stephansdom
- Anne Marie († jung)
- Marie Anne Thérèse (* 1648; † 1661), Äbtissin von Remiremont